# Giovanni Maria Nanino

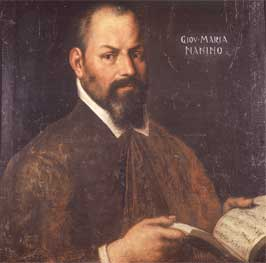
Giovanni Maria Nanino

Giovanni Maria Nanino (Nanini) (* um 1543/44 in Tivoli; † 11. März 1607 in Rom) war ein italienischer Komponist, Kapellmeister, päpstlicher Kapellsänger, Gesangs- und Kompositionslehrer.

## Biographie
Nanino war an drei renommierten Musikinstitutionen Roms tätig: an Santa Maria Maggiore (ca. 1569–1575), San Luigi dei Francesi (1575–1577) und an der Cappella Pontificia, der päpstlichen Kapelle (1577–1607).
Seine erste musikalische Ausbildung erhielt Nanino vermutlich als Sängerknabe an der Kathedrale seines Geburtsortes Tivoli. In dieser Zeit gab es einen regen Austausch zwischen den Musikern in Tivoli und denen des Vatikans. So wirkte Nanino möglicherweise bereits als „puer cantus“ in der von Papst Julius II. gegründeten Cappella Giulia, dem Chor von St. Peter in Rom, wo ein „Giovanni Maria“ im Januar 1555 und von Januar bis April 1558 verzeichnet ist. Sicher nachgewiesen ist Naninos Mitwirkung in der Cappella Giulia von September 1566 bis Oktober 1568. Daneben war er Chormitglied der Kirche in Vallerano, wohin die Familie umgezogen war und wo 1560 auch sein Bruder Giovanni Bernardino Nanino geboren wurde.
Ab März 1562 wird Nanino in den Rechnungsbüchern des Kardinals Ippolito II. d’Este als „cantore“ geführt. In diesem Amt begleitete er den Kardinal nach Frankreich, wohin Papst Pius IV. Ippolito in diplomatischer Mission entsandt hatte. Die Verbindung mit dem einflussreichen Kardinal, der der pro-französischen Fraktion in Rom angehörte, dürfte die Karriere des jungen Nanino wesentlich gefördert haben. Vielleicht begann damit auch bereits die lebenslange Bindung beider Nanino Brüder an die französische Nationalkirche in Rom, San Luigi dei Francesi, neben der Nanino wohnte. (Das Gebäude wurde später in den Palazzo Madama mit einbezogen, bevor es für die Erweiterung des Senats 1926 bis 1931 zerstört wurde.)
Ein Dokument vom Juni 1569 nennt Nanino als Kapellmeister der päpstlichen Basilika Santa Maria Maggiore in Rom, jedoch ist es aufgrund fehlender Akten für den Zeitraum von 1563 bis 1571 nicht möglich, Naninos Eintritt als Kapellmeister von S. Maria Maggiore – ein Amt, das bis mindestens 1565 Giovanni Pierluigi da Palestrina innehatte – exakt zu datieren. Obwohl beide Komponisten später ein gespanntes Verhältnis zueinander hatten, ist es denkbar, dass es Palestrina selbst war, der Nanino für die Cappella Liberiana, den Chor von Santa Maria Maggiore, empfahl. Die Kapellakten belegen regelmäßige Zahlungen an Nanino und vier Chorknaben, für deren Ausbildung, Beköstigung und Unterbringung Nanino zuständig war. Im Sommer 1575 wechselte Nanino in das Amt des Kapellmeisters von San Luigi dei Francesi, wo er den Chor von acht erwachsenen Sängern und zwei bis zeitweilig vier Sängerknaben leitete.
Am 28. Oktober 1577 wurde Nanino nach bestandener Aufnahmeprüfung als Tenor in den Chor der renommierten päpstlichen Kapelle, der Cappella Pontificia, aufgenommen. In der Kapelle, die vor allem in der Cappella Sistina auftrat, blieb er bis zu seinem Tod 1607 tätig. Neben seinen Verpflichtungen als Sänger lieferte er auch eigene Kompositionen (eine von der Kapelle erwünschte Fähigkeit) und übernahm verschiedene administrative Ämter: So war er 1596 als „Punktator“ für die Aufzeichnung der täglichen Verpflichtungen, Anwesenheiten und Irregularitäten der päpstlichen Kapellmitglieder in den sogenannten Diari Sistini zuständig; 1588, 1589 und wahrscheinlich 1596 war er Sekretär des Kapellkämmerers. Besonders zu erwähnen ist seine dreimalige Wahl zum Kapellmeister durch die päpstlichen Sängerkollegen (1598, 1604, 1605).
1586 reiste Nanino in diplomatischer Mission nach Mantua; weitere Reisen führten ihn nach Loreto (ein traditionelles Pilgerziel der päpstlichen Sänger), Perugia (1589) und Ferrara (1598 im Gefolge des Papstes). Dort wurde bis zum Tod Alfonsos II. d’Este 1597 eine besonders hoch entwickelte Musik gepflegt. Nicht nur Adlige und Reisende aus ganz Italien waren Gast des berühmten „Concerto delle Donne“ bzw. „Concerto di Dame“, sondern auch Musiker wie Claudio Monteverdi oder Carlo Gesualdo. Neben seinen dienstlichen Verpflichtungen engagierte sich Nanino auch in der „Compagnia dei musici di Roma“, einer Musikerorganisation, aus der die heutige „Accademia di Santa Cecilia“ hervorging.
Naninos heute nicht mehr eindeutig zu identifizierendes Grab befindet sich im Kirchenboden vor der Contarelli-Kapelle in San Luigi dei Francesi, die für ihre drei Gemälde Caravaggios zum Leben des Heiligen Matthäus berühmt ist und noch heute täglich von unzähligen Touristen aufgesucht wird. Auch in dieser prominenten Grabstätte kann man einen Ausdruck der hohen Wertschätzung erkennen, die Nanino durch seine Zeitgenossen und Kollegen genoss – und die in starkem Kontrast zu seiner späteren Unbekanntheit steht.
Gemeinsam mit seinem jüngeren Bruder Giovanni Bernardino (um 1560–1623) war er ein sehr einflussreicher Lehrer, wenn auch die angebliche Gründung der ersten öffentlichen Musikschule Roms durch ihn und seinen Bruder inzwischen in Zweifel gezogen wird. Zu den Schülern, die er zum Teil auch gemeinsam mit seinem Bruder unterrichtete, gehören Felice Anerio, Gregorio und Domenico Allegri, Vincenzo Ugolini, Antonio Cifra, Domenico Massenzio, Paolo Agostini und Alessandro Costantini.
Die gelegentlich verwendete Schreibweise "Nanini" stellt die Genitivbildung der latinisierten Form Naninus dar ("des Naninus"), die in der zweiten Hälfte des 19. Jahrhunderts zum Teil nicht mehr richtig gedeutet und sein Familienname, statt richtig Nanino, fälschlich "Nanini" geschrieben wurde.

## Werke

### Geistliche Kompositionen
Neben dem unzweifelhaften Einfluss Palestrinas auf die Kirchenmusik (nicht allein) Naninos, prägte Nanino selbst wiederum maßgeblich die kirchenmusikalische Entwicklung in Rom.
Zu Naninos sakralen Kompositionen gehören ein Buch mit Motetten sowie einzelne Motetten in verschiedenen Sammlungen, insgesamt mindestens 50 Werke. In dem 1586 veröffentlichten Motettenbuch basieren 29 der 32 Kanon-Motteten auf einem Cantus firmus von Costanzo Festa, was in der Geschichte des Kontrapunkts vermutlich singulär ist. Palestrinas Madrigal Vestiva i colli nahm Nanino als Vorlage für eine Messvertonung. Darüber hinaus entstanden zahlreiche Hymnen- und Kanon-Kompositionen, Litaneien sowie neun Lamentationen, jeweils ein Te Deum, Stabat mater und Magnifikat sowie mehrere Psalmkantaten. Zahlreiche Kanzonetten und Madrigale liegen außerdem als Kontrafakturen vor, das heißt, ihnen wurde nachträglich ein lateinischer Text unterlegt, selten zugleich die Musik verändert. Daneben sind auch Lauden (einfachere, um 1600 in Rom jedoch sehr populäre Kompositionen) überliefert.

### Weltliche Kompositionen
Während nur ein geringer Teil der Sakralkompositionen publiziert wurde, sind vermutlich alle Madrigale und Kanzonetten Naninos im Druck erschienen. Seinen weltlichen Vertonungen liegt die populäre Liebeslyrik der Zeit zu Grunde, doch wählte Nanino, insbesondere in seinem ersten Buch auch Inhalte, die an aktuelle Ereignisse oder an bedeutende Persönlichkeiten gebunden waren (u. a. Le strane voci, das die französischen Religionskriege behandelt). Überliefert sind drei Madrigalbücher (das erste nur in Nachdrucken ab 1579 erhalten, 1581, 1586) sowie ein Kanzonettendruck (1593), weitere Stücke erschienen in Sammlungen. Mit 81 Madrigalen, die ihm gesichert zugeschrieben werden können, sowie 40 Kanzonetten sind von ihm im Vergleich mit seinen römischen Zeitgenossen zwar weniger derartige Werke überliefert als von Marenzio und Giovanelli, jedoch bspw. mehr als von Palestrina.
Insbesondere Naninos erstes Madrigalbuch (ca. 1571) weist konzeptionelle und kompositorische Neuerungen auf: Hierzu gehören die Verwendung dreier hoher Frauenstimmen, die sich jedoch offenbar erst später unter dem Einfluss des „Concerto delle Donne“ und Marenzios in Rom durchgesetzt haben. Naninos Stücke mit überwiegend diatonischem Melodieverlauf sind nur kurz von chromatischen Passagen unterbrochen. Ebenso erscheinen unübliche Dissonanzen als Textausdruck eher selten. Damit entsprechen die Werke Naninos im Wesentlichen dem von einem römischen Komponisten der Zeit zu erwartenden Stil, der von den Reformen des Konzils von Trient an den Höfen von Papst und Kardinälen höchstwahrscheinlich verbindlicher geprägt wurde als außerhalb Roms, wo nicht nur in Ferrara, sondern auch in Florenz, Mantua oder Venedig deutlich gewagter experimentiert wurde.

## Ausgaben der Kompositionen Naninos
- Giovanni Maria Nanino, Il Primo Libro delle Canzonette a tre voci, Venedig 1593 (Reprint: Rom 1941)
- Giovanni Maria Nanino, Fourteen Liturgical Works, hg. von R. Schuler, Madison, Wisc. 1969 (Recent Researches in the Music of the Renaissance, 5)
- I musici di Roma e il madrigale. »Dolci affetti« (1582) e »Le gioie« (1589), hg. von N. Pirrotta, Lucca 1993
- Il Primo Libro dei Madrigali, hg. von M. Pastori, Rom 2011
- Giovanni Maria Nanino, The Complete Madrigals, Middleton 2012, hg. v. C. Boenicke u. A. Newcomb, Part 1: Il primo libro de madrigali a cinque voci (Recent Researches in the Music of the Renaissance, 158)